# حشره‌خوار کشمیر
 حشره‌خوار کشمیر (نام علمی: Sorex planiceps) نام یک گونه از سرده حشره‌خوارهای دم‌دراز است.